# Phân bộ Lợn
Phân bộ Lợn (Suina hay Suiformes) là một dòng động vật có vú móng guốc chẵn ăn tạp, không nhai lại bao gồm lợn (Suidae) và lợn lòi Pecari (Tayassuidae), và các họ hàng hóa thạch của chúng. Họ Hà mã (Hippopotamidae) từng được xếp vào phân bộ này vì những lý do hình thái, nhưng ngày nay thường được phân loại là nhóm chị em của Bộ Cá voi (Cetacea).

## Phân loại
Phân bộ Suina bao gồm các họ còn sinh tồn như Suidae (lợn) và họ Tayassuidae (lợn cỏ pêcari). Một số nghiên cứu hình thái còn coi họ Hippopotamidae (hà mã) cũng thuộc về phân bộ này.
Nhóm Oreodonta, một nhánh của Tylopoda, trước đây thường cũng được coi là dạng lợn do tên gọi mang tính miêu tả và phổ biến, mặc dù không chính xác, về chúng là "lợn nhai lại". Oreodonta không phải là lợn, mà có quan hệ họ hàng gần gũi hơn với lạc đà. Tuy nhiên, các động vật săn mồi chuyên săn bắt các loài của nhóm Oreodonta, gọi chung là Entelodont (lợn lớn) của họ đã tuyệt chủng Entelodontidae, thì có thể nhất lại chính là động vật dạng lợn. Lợn cỏ pêcari và Entelodont dường như có quan hệ họ hàng gần gũi với nhau hơn là mối quan hệ của một trong hai nhóm này với lợn hiện đại thuộc họ Suidae. Ngoài ra, như đề cập dưới đây, hà mã và các loài "thú than" trong họ Anthracotheriidae (tuyệt chủng) cùng các loài trong họ Raoellidae (tuyệt chủng) cũng có thể không phải là động vật dạng lợn thật sự.

### Địa vị của họ Hippopotamidae
Hà mã từng có thời được coi là một phần của bộ Suina, nhưng các chứng cứ hình thái học và di truyền học đang gia tăng đã gợi ý rằng chúng chia sẻ cùng một tổ tiên chung không phải với phân bộ Suina, mà là với bộ Cetacea — một bộ bao gồm các loài cá voi, cá nhà táng và cá heo. Bộ Cá voi và bộ Guốc chẵn hiện nay được coi là tạo thành một nhánh, gọi là Cetartiodactyla.
Nghiên cứu gần đây nhất về nguồn gốc của họ Hippopotamidae gợi ý rằng hà mã và cá voi chia sẻ cùng một tổ tiên chung sống bán thủy sinh, đã tách ra khỏi các loài guốc chẵn khác khoảng 60 triệu năm trước. Tổ tiên giả thuyết này rất có thể đã tách ra thành hai nhánh khoảng 54 triệu năm trước. Một nhánh đã tiến hóa thành cá voi, có thể là đã bắt đầu từ tiền-cá voi Pakicetus khoảng 52 triệu năm trước và các tổ tiên sớm khác của cá voi, được gộp chung trong nhóm gọi là Archaeoceti, cuối cùng đã trải qua sự thích nghi thủy sinh thành các dạng cá voi sống hoàn toàn dưới nước.

## Giải phẫu

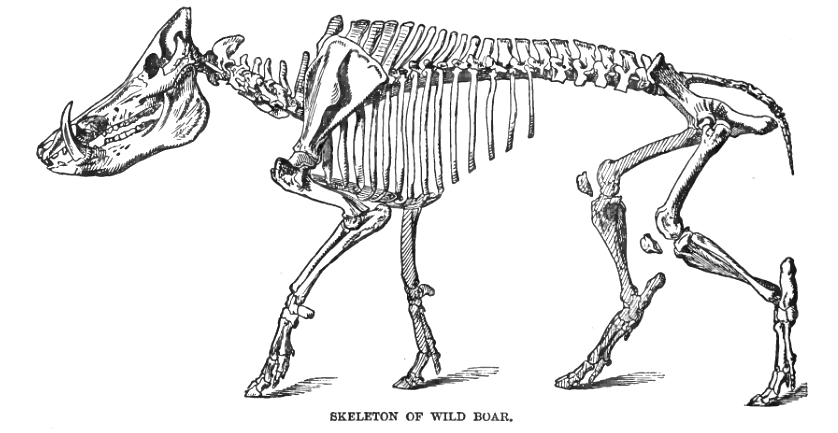
Bộ xương lợn

Giải phẫu của phân bộ Suina là khác biệt khi so sánh với các dạng động vật guốc chẵn khác. Ví dụ, chúng có răng ở hàm trên, cho phép chúng có thể nhai thức ăn. Ngược lại, các dạng động vật guốc chẵn khác như dê và hươu, chỉ có răng ở hàm dưới. Điều này không cho phép chúng nhai tốt, vì thế chúng phải nuốt và sau đó ợ thức ăn trở lại để cho phép quá trình nhai lại.
Phần lớn các dạng động vật guốc chẵn có dạ dày 4 ngăn (túi). Ngược lại, phân bộ Suina chỉ có dạ dày đơn giản gồm 1 ngăn, cho phép chúng ăn tạp.
Phần lớn các thành viên của phân bộ Suina có các ngón chân thay vì móng guốc. Trong khi phần lớn các dạng động vật guốc chẵn khác có chân thanh mảnh thì các loài của phân bộ Suina nói chung lại có chân ngắn và mập.